# Mine (chanson de Taylor Swift)
Pour les articles homonymes, voir Mine.
Singles de Taylor Swift
Today Was a Fairytale
(2010) Back To December
(2010)
Pistes de Speak Now
Sparks Fly
Mine est le principal single du troisième album de Taylor Swift, Speak Now.

## Genèse de la chanson
Cette chanson qui a été, ainsi que toutes les autres chansons de l'album Speak Now, écrite par Taylor Swift, raconte l'histoire d'une jeune femme dont les parents ont divorcé lorsqu'elle n'était encore qu'une enfant. Cette jeune femme, par le biais de la chanson, relate l'histoire d'un jeune couple faisant face aux obstacles amoureux, mais réussissant à rester uni malgré la remise en doute de leur amour. En effet, dans le bridge de la chanson, une dispute se déclare au cœur des deux amoureux. Mais l'homme de la situation rappelle à sa dulcinée à quel point il l'aime. L'histoire de cette femme peut être mise en parallèle avec celle de Taylor, en effet ses parents ont également divorcé lorsqu’elle était jeune ; cette chanson doit décrire une histoire d'amour parfaite dans laquelle Taylor Swift les imagine.

## Clip vidéo
Le clip de la chanson a été tourné en juillet 2010 et est sorti le 27 août 2010.
Dans celui-ci on voit Taylor avec un jeune restaurateur qu'elle rencontre dans un café, et déjà elle imagine une vision du futur: ils tombent amoureux, premier baiser, ballade sur la plage, aménagent ensemble, demande en fiançailles, dispute, naissance de leur enfant. À la fin du clip, on revoit Taylor comme au tout début, assise au café regardant celui qui va devenir l'homme de sa vie.

## Liste des pistes
- Téléchargement digital

1. "Mine" – 3:49

- Europe Téléchargement digital /  Royaume-Uni Téléchargement digital 1[1]

1. "Mine" – 3:49

- Royaume-Uni Téléchargement digital 2[2]

1. "Mine" – 3:49
2. "Mine" (Music Video) – 3:55

- Téléchargement digital Mix Pop[3],[4]

1. "Mine" (Pop Mix Version) – 3:50

- Allemagne CD single

1. "Mine" – 3:49
2. "Mine" (US version) – 3:51

## Classements et certifications
| Classement (2010)               | Meilleure position |
| ------------------------------- | ------------------ |
| Australie (ARIA)                | 9                  |
| Belgique (Flandre Ultratip 100) | 48                 |
| Canada (Hot 100)                | 7                  |
| Europe (Hot 100)                | 70                 |
| Allemagne (Media Control AG)    | 57                 |
| Hongrie (Rádiós Top 40)         | 13                 |
| Irlande (IRMA)                  | 38                 |
| Italie (FIMI)                   | 34                 |
| Japon (Hot 100)                 | 6                  |
| Nouvelle-Zélande (RMNZ)         | 16                 |
| Slovaquie (IFPI Rádio)          | 76                 |
| Suède (Sverigetopplistan)       | 48                 |
| Royaume-Uni (UK Singles Chart)  | 30                 |
| États-Unis (Hot 100)            | 3                  |
| États-Unis (Country Songs)      | 2                  |
| États-Unis (Pop Airplay)        | 12                 |
| États-Unis (Adult Contemporary) | 1                  |
| États-Unis (Adult Pop Songs)    | 7                  |

| Classement (2010)                    | Position |
| ------------------------------------ | -------- |
| Australie Classement single          | 86       |
| Hongrie Classement Airplay           | 69       |
| Japon Top 100                        | 39       |
| Canada Hot 100                       | 51       |
| États-Unis Billboard Hot 100         | 46       |
| États-Unis Country Songs (Billboard) | 38       |

| Pays                     | Certification |
| ------------------------ | ------------- |
| Australie (ARIA)         | Or            |
| Canada (Music Canada)    | Platine       |
| Nouvelle-Zélande (RIANZ) | Or            |
| États-Unis (RIAA)        | 2 × Platine   |

## Historique de sortie
| Pays        | Date            | Format                                 | Label               |
| ----------- | --------------- | -------------------------------------- | ------------------- |
| États-Unis  | 4 août 2010     | Radio country / Téléchargement digital | Big Machine Records |
| États-Unis  | 27 août 2010    | Clip vidéo                             | Big Machine Records |
| Europe      | 31 août 2011,   | Téléchargement digital                 | Big Machine Records |
| Royaume-Uni | 31 août 2011,   | Téléchargement digital                 | Big Machine Records |
| Allemagne   | 22 octobre 2011 | CD single                              | Big Machine Records |